# 柴田弘武
柴田 弘武（しばた ひろたけ、1932年 - ）は、日本の古代史研究家。
神奈川県藤沢市生まれ。1955年、早稲田大学教育学部卒業。東京都の中学校や東京都立荒川工業高等学校（定時制）の社会科教員を歴任し、1992年に退職。えみし学会会長。郷土教育全国協議会・史遊会・たたら研究会・日本地名研究所・日本ペンクラブなどの各会員。2001年、北野道彦賞受賞。